# 張冉
張冉（1981年—），中华人民共和国科幻小说作家，生于山西太原。

## 生平
張冉1981年出生，大學專修計算機專業，后任職于新聞網站，曾以朱邪多聞為筆名發表多篇包括小說在內的各種文學作品。自從在《科幻世界》發表科幻處女作《以太》后，逐漸成為《科幻世界》杂志的主力作者。並與微像文化簽約成為合同作家。
2012年，其作品《以太》獲得第二十四屆中國科幻銀河獎傑作獎。

## 主要作品
- 短篇：《沒有你的小鎮》《抬起头》《青山珠娘传》
- 中篇：《以太》《起風之城》《晉陽三尺雪》《永恆復生者》《大饑之年》《沒有你的小鎮》《太阳坠落之时》
- 長篇：《星空王座》（原名《以背叛者賽格萊斯之名》）